# Німецьке об'єднання страховиків ядерних реакторів
Німецьке об'єднання страховиків ядерних реакторів (нім. Deutsche Kernreaktor-Versicherungsgemeinschaft — DKVG) — Кельнське об'єднання, що займається страхуванням німецьких підприємств атомної галузі. Також воно займається перестрахуванням.

## Історія
Перші товариства страхування підприємств атомної галузі в Європі були засновані в Швеції і Англії в 1955 році. Німецьке об'єднання страховиків ядерних реакторів було засновано в 1957 році. За всю свою історію воно лише одного разу виплатив компенсацію в межах сьогоднішніх 10-15 тисяч євро.

## Функції та завдання
Навіть при невеликій ймовірності страхового випадку в атомній галузі, максимально можлива сума збитку дуже велика. З цієї причини одна страхова компанія не може нести такий ризик одна. Також можливість передати ядерний ризик перестраховикові заборонена в Німеччині на законодавчому рівні. З 1998 року Закон про атомну енергію вимагає страхування максимальної відповідальності на рівні приблизно 2,5 млрд євро. За шкоду, вище суми цієї суми згідно з § 34 Закону про атомну енергію, відповідає федеральний уряд. Якщо сума збитку перевищує обумовлену максимальну суму в розмірі 255 млн євро, то платить DKVG. У суму страхових виплат входять можливі витрати на евакуацію населення.

## DKVG і АЕС в Фукусіма
Перша Фукусімська атомна електростанція була застрахована на кілька десятків мільйонів євро в DKVG. За умовами договору страхування не є страховим випадком збиток, заподіяний у результаті землетрусу, цунамі і виверження вулкана. Тому DKVG нічого не заплатить власнику АЕС в Фукусіма за Аварію на Першій Фукусімській АЕС. · 